# Erucastrum pachypodum
Erucastrum pachypodum är en korsblommig växtart som först beskrevs av Emilio Chiovenda, och fick sitt nu gällande namn av Bengt Edvard Jonsell. Erucastrum pachypodum ingår i släktet kålsenaper, och familjen korsblommiga växter. Inga underarter finns listade i Catalogue of Life.